# Autoroute A12 (Autriche)
Pour les articles homonymes, voir A12.
L'autoroute autrichienne A12 (en allemand Inntal Autobahn, litt. « autoroute de la vallée de l'Inn ») est une autoroute reliant les villes de Kufstein et Landeck.

## Les villes importantes
- Kufstein
- Hall in Tirol
- Innsbruck
- Imst
- Landeck